# Vajdaszentivány község
Vajdaszentivány község (románul: Comuna Voivodeni) község Maros megyében, Romániában. Központja Vajdaszentivány, hozzá tartozik Toldalag.

## Népessége
A 2011-es népszámlálás adatai alapján a község népessége 1756 fő volt.
| · Vajdaszentivány község nemzetiségi összetétele 2021-ben Magyar (55,05%) Román (28,19%) Cigány (10,98%) Ismeretlen (5,46%) Egyéb (0,32%) | · Vajdaszentivány község felekezeti összetétele 2021-ben Református (51,17%) Ortodox (28,83%) Jehova tanúi (4,25%) Adventista (3,56%) Római katolikus (2,48%) Nem vallásos (2,29%) Ismeretlen (5,71%) Egyéb (1,71%) |